# Apple M1
Apple M1 – czip firmy Apple oparty na architekturze ARM, stworzony jako procesor i procesor graficzny dla komputerów z serii Macintosh i tabletów iPad Pro.
Stanowi jednostkę centralną nowszych modeli komputerów typu Macintosh z 2020 roku: MacBook Air (13-calowy), Mac mini, MacBook Pro (13-calowy). Taktowany jest maksymalnym zegarem 3,2 GHz i ma 12 MB pamięci podręcznej. Jest oferowany z pamięciami operacyjnymi w dwóch konfiguracjach: 8 GB i 16 GB. Chip powstaje w procesie litograficznym klasy 5 nm TSMC. Ma osiem rdzeni: cztery wysokowydajne „Firestorm” i cztery energooszczędne „Ice Storm”.
Został oparty na architekturze ARM, znanej z urządzeń mobilnych, i jest pierwszym tego typu procesorem dla komputerów z serii Macintosh. Jest to pierwsza zmiana architektury w tych urządzeniach od czasu porzucenia architektury PowerPC na rzecz procesorów firmy Intel w 2006 roku.

## M1 Ultra
W marcu 2022 roku firma Apple pokazała najnowszy chip z serii M1. Dzięki wykorzystaniu technologii UltraFusion możliwe było połączenie dwóch chipów M1 MAX, które przez system operacyjny są odczytywane jako całość. UltraFusion używa krzemowego interposera, który jest przeznaczony do łączenia dwóch chipów przez ponad 10 000 sygnałów, oferując 2,5 TB/s przepustowości między procesorami o niskim opóźnieniu, co według producenta jest czterokrotnie większe niż w przypadku wiodącej technologii połączeń wielochipowych. Apple M1 Ultra ma 20-rdzeniowy procesor, 64-rdzeniowy układ graficzny, 32-rdzeniowy silnik Neural Engine oraz 128 GB pamięci.